# Paratanytarsus natvigi
Paratanytarsus natvigi är en tvåvingeart som först beskrevs av Maurice Emile Marie Goetghebuer 1933.  Paratanytarsus natvigi ingår i släktet Paratanytarsus och familjen fjädermyggor. Arten är reproducerande i Sverige. Inga underarter finns listade i Catalogue of Life.